# Białka (Łukta)
Białka (deutsch Gehlfeld) ist ein Ort in der polnischen Woiwodschaft Ermland-Masuren. Er gehört zur Gmina Łukta (Landgemeinde Locken) im Powiat Ostródzki (Kreis Osterode in Ostpreußen).

## Geographische Lage
Białka liegt südlich des Jezioro Gil (deutsch Wilder Gehl-See) im Westen der Woiwodschaft Ermland-Masuren, 13 Kilometer südöstlich der einstigen Kreisstadt Mohrungen (polnisch Morąg) bzw. zwölf Kilometer nördlich der heutigen Kreismetropole Ostróda (deutsch Osterode in Ostpreußen).

## Geschichte
Bereits vor 1530 wurde Gelefelt mit Gut und Försterei gegründet. Der Gutsbezirk Gehlfeld kam 1874 zum neu errichteten Amtsbezirk Eckersdorf (polnisch Florczaki) im ostpreußischen Kreis Mohrungen. Im Jahre 1910 zählte das Dorf 14 Einwohner.
Am 31. Oktober 1928 gab Gehlfeld seine Eigenständigkeit auf und schloss sich mit der Landgemeinde Katzendorf (polnisch Kotkowo) und dem Gutsbezirk Schwenkendorf (polnisch Zawroty) sowie dem Ortsteil Wilder Gehl-See des Gutsbezirks Reußen (polnisch Ruś) zur neuen Landgemeinde Schwenkendorf zusammen.
In Kriegsfolge kam Gehlfeld 1945 wie das gesamte südliche Ostpreußen zu Polen. Gehlfeld erhielt die polnische Namensform „Białka“ und ist heute – eingegliedert in das Schulzenamt (polnisch Sołectwo) Kotkowo (Katzendorf) – eine Ortschaft im Verbund der Landgemeinde Łukta (Locken) im Powiat Ostródzki (Kreis Osterode in Ostpreußen), bis 1998 der Woiwodschaft Olsztyn, seither der Woiwodschaft Ermland-Masuren zugehörig.

## Kirche
Bis 1945 war Gehlfeld in die evangelische Kirche Eckersdorf in der Kirchenprovinz Ostpreußen der Kirche der Altpreußischen Union, außerdem in die römisch-katholische Kirche Mohrungen eingepfarrt.
Heute gehört Białka katholischerseits zur Pfarrei Florczaki im Erzbistum Ermland sowie evangelischerseits zur Kirchengemeinde Morąg, einer Filialgemeinde von Ostróda in der Diözese Masuren der Evangelisch-Augsburgischen Kirche in Polen.

## Verkehr
Białka liegt abseits des Verkehrsgeschehens an einer Nebenstraße, die von der Woiwodschaftsstraße 530 bei Tabórz (Taberbrück) abzweigt und über Niedźwiady (Bärenwinkel) in den Ort führt. Eine Anbindung an den Bahnverkehr besteht nicht.